# Црква Светог Богојављења у Врдилима
Црква Светог Богојављења у Врдилима се налази на у селу Врдила код Краљева. Представља непокретно културно добро као споменик културе.
Богојављење је хришћански празник које слави откровење Бога Сина оваплоћеног у Исусу Христу. Слави се 19. јануара.

## Изградња цркве
Цркву у Врдилима подигао је је свештеник и оборкнез Пожешке нахије Никола Костић 1819. године у знак покајања за организовање убиства војводе Милића Радовића из Каоне, које је извршио по налогу кнеза Милоша. Није познато да ли је поп Никола служио у својој задужбини јер је умро убрзо по њеном завршетку. Према једном документу, црква није служила 1920. године, већ до 18. маја 1844, када су се врдилска, роћевачка, самаилска, мрсаћка, конаревска и богутовачка општина обавезале да уместо старе сазидају нову и већу цркву, 35 аршина у дужину, 18 аршина у ширину и исто толико у висину.

## Изградња нове цркве 1922. године
Због услова у којима је црква грађена, релативно брзо је дотрајала, зидови су попуцали, па је склона паду представљала опасност по вернике. Управо због тога је 1922. године изграђена нова црква. С обзиром да су свештеници били стари и болесни, народ је изабрао руководиоца за изградњу цркве, Велимира Урошевића из Роћевића. Он је био на челу одбора који је народ с благонаклоношћу уважавао, подржавао и поштовао. По изградњи цркве у олтарском простору су се налазиле кости попа Николе Костића, као и надгробна плоча који су до изградње нове цркве обитавали напољу. У црквеној порти се налазила једна велика гробна плоча без натписа, а на североисточној страни уз цркву налазио се већи број гробова.

## Изглед цркве
Цркву је пројектовао руски архитекта Михаил Глушченко, уносећи у њен уметнички израз доста руског стила, због чека се њена архитектура разликује од осталих цркава у овом крају. Унутрашња ширина наоса је 5,28 m (без бочних апсида); дужина наноса 8,8 m; ширина олтарског простора 5,20 m, а дужина 2,25 m (без олтарске апсиде). Висина цркве до тамбура је 13, док је укупна висина од пода до врха крста око 20 метара. Он је пројектовао и иконостас, 1924. године насликао је 20 икона на платну које су на иконостас постављене. Иконостас је релативно једноставне грађе, а израдио га је самоуки мајстор из Прогорелице. Црква је од дародаваца добила многе драгоцене предмете који су красили унутрашњост ове цркве све до Другог светског рата.